# Cyprus International 1999
Die Cyprus International 1999 im Badminton fanden im Oktober 1999 statt.

## Sieger und Platzierte
| Disziplin    | Gold                             | Silber                         | Bronze                                   |
| ------------ | -------------------------------- | ------------------------------ | ---------------------------------------- |
| Herreneinzel | Theodoros Velkos                 | Nir Yusim                      | Vasilios Velkos                          |
| Herreneinzel | Theodoros Velkos                 | Nir Yusim                      | Nicolas Pissis                           |
| Dameneinzel  | Petya Nedelcheva                 | Diana Knekna                   | Elena Iasonos                            |
| Dameneinzel  | Petya Nedelcheva                 | Diana Knekna                   | Maria Ioannou                            |
| Herrendoppel | Theodoros Velkos Vasilios Velkos | Sergey Antonyuk Boris Kroitor  | Pavlos Charalambidis Christos Tsartsidis |
| Herrendoppel | Theodoros Velkos Vasilios Velkos | Sergey Antonyuk Boris Kroitor  | Antonis C. Lazarou Evandros Votsis       |
| Damendoppel  | Karin Knudsen Nina Messman       | Elena Iasonos Diana Knekna     | Mayan Federov Rina Fridman               |
| Damendoppel  | Karin Knudsen Nina Messman       | Elena Iasonos Diana Knekna     | Maria Ioannou Evi Kyprianou              |
| Mixed        | Peter Jensen Nina Messman        | Georgi Petrov Petya Nedelcheva | Evandros Votsis Maria Ioannou            |
| Mixed        | Peter Jensen Nina Messman        | Georgi Petrov Petya Nedelcheva | Leon Pugach Rina Fridman                 |